# خولین‌دره
خولین دره، روستایی است از توابع بخش کمالان شهرستان علی‌آباد در استان گلستان ایران.

## جمعیت
این روستا در دهستان استرآباد قرار دارد و براساس سرشماری مرکز آمار ایران در سال ۱۳۸۵، جمعیت آن زیر سه خانوار بوده‌است.